# Prospekt Vernadskogo
Prospekt Vernadskogo (ryska: Проспе́кт Верна́дского) är en tunnelbanestation på Sokolnitjeskajalinjen i Moskvas tunnelbana.
Stationen ligger i distriktet med samma namn, i sin tur namngivet efter den ryske geologen Vladimir Vernadskij.
Stationen öppnade den 30 december 1963 och är byggd enligt den standardiserade "tusenfoting"-designen med tre spann och två rader pelare, som användes vid byggandet av nästan alla stationer på 1960-talet.
År 2020 kommer man på Prospekt Vernadskogo att kunna byta till den kommande stationen med samma namn på Andra ringlinjen.